# Umm al-Faraj
Umm al-Faraj (en arabe : أم الفرج) était un village de Palestine mandataire, situé dans une plaine à 10,5 km au nord-est d’Acre. Il a été capturé et dépeuplé pendant la guerre israélo-arabe de 1948.

## Histoire ancienne et médiévale
Des fouilles archéologiques ont mis au jour sur l’emplacement du village des artefacts des périodes  romaine et  byzantine. Tant les sources historiques que les fragments de bols à cristallisation trouvés sur place ont permis d’identifier le site comme un lieu de production de sucre dès le XIe siècle ; cette production continua pendant l’époque croisée et mamelouke, et jusqu’au début du XVIIe siècle.
Le village était connu à l’époque des croisades sous le nom de « Le Fierge », et appartenait au fief de Casal Imbert.  En 1253, Henri Ier de Chypre accorda les terres de Casal Imbert, dont  Le Fierge, à Jean d'Ibelin (1179-1236),,,. Peu après, en 1256, Jean d’Ibelin loua pour dix ans Az-Zeeb et ses dépendances, en particulier le village du Fierge à l’ordre Teutonique,. En 1261, Az-Zeeb, Le Fierge et Le Quiebre,  furent vendus à l’ordre teutonique, en échange pour une somme annuelle  versée tant qu’Acre restait aux mains des chrétiens,.  En 1283, le village faisait encore partie du domaine des Croisés, basés à Acre, car il est mentionné à ce titre lors de la trêve entre eux et le sultan  mamelouk Al-Mansûr Sayf ad-Dîn Qala'ûn al-Alfi,.
Selon  l’historien Ahmad al-Maqrîzî,  en revanche, le village était sous gouvernement mamelouk en 1291 : le sultan al-Ashraf Khalil attribue le revenu du village, indiqué alors sous le nom de Farah, à un waqf au Caire,.

## Période ottomane
Intégré à l’empire ottoman en 1517  comme toute la région de la Palestine, le village, sous le nom de Farja apparaît dans le registre fiscal ottoman de 1596, comme faisant partie du  nahié (sous-district) of Tibnine dans le sandjak de Safed, doté de 24 ménages et13 célibataires, tous musulmans.  Les villageois paient un impôt au taux fixe de  20% sur les produits agricoles, le blé, l’orge, les récoltes d’été, le coton, les chèvres et les ruches, ainsi que sur d’autres revenus occassionels et sur un moulin à eau, pour un total de 1 576 astres. La moitié  était versée à un waqf non identifié
En 1799, le village  est désigné sous le nom de El Fargi  sur la carte de  Pierre Jacotin, établie dans le cadre de  la campagne d’Égypte. Une inscription en  marbre, dans le mur au-dessus du portail de la mosquée du village, date la construction de ce bâtiment de l’an 1254 de l’Hégire, soit 1838-1839.
En mai 1875, l’explorateur et géographe français Victor Guérin visita la région. Il décrit le village comme entouré de « délicieux jardins » et irrigué par l’eau du Nahr al-Mafshukh. Beaucoup de maisons, ajoute-t-il, étient construites avec soin, certaines intégrant de morceaux de pierre antiques. Il note aussi que l’emplacement d’une vieille église démolie est encore reconnaissable et que les 200 habitants du village sont musulmans. En 1881, le  Survey of Western Palestine du Fonds d’exploration de la Palestine le décrit aussi comme construit en pierre et doté d’une  population de 200 habitants. Les villageois y plantaient des figuiers, des oliviers, des mûriers et des grenadiers,.
Mais le recensement fait en 1887 environ indique qu’Um el Ferj a alors 690 habitants, tous musulmans.

## Le village sous mandat britannique
Lors du recensement de 1922, conduit par les autorités britanniques en Palestine mandataire, Umm al-Faraj a une population de 322 personnes, de religion musulmane, qui augmente à 415 personnes, dont deux chrétiens, répartis en 94 maisons, lors du recensement de 1931. La population vivait de l'agriculture. 
Dans les statistiques établies en 1945, la population d'Umm al-Faraj  atteint 800 habitants, tous musulmans établis sur  un total de  825 dounams de terres. Les citrons et les bananes étaient cultivés sur 745 dounams 18 dounams étaient utilisés pour les céréales, 42 dounams étaient irrigués ou plantés de vergers,,, et 15 dounams étaient occupés par des bâtiments et des maisons,. Les maisons les plus anciennes étaient très proches les unes des autres et rassemblées en cercle, tandis que les maisons plus récentes, construites après 1936, étaient dispersées dans les vergers.

## La guerre de 1948 et ses suites
Au cours de la guerre israélo-arabe de 1948, Umm al-Faraj fut attaqué par la brigade Carmeli lors de la deuxième phase de l'opération Ben-Ami. L'ordre opérationnel émis le 19 mai 1948 était d« attaquer avec l'objectif d'une conquête, de tuer les hommes adultes, de détruire et de brûler ». L'attaque se produisit les 20 et 21 mai 1948, les forces Carmeli s'emparant d'Umm al-Faraj ainsi que d'Al-Kabri, d'al Tall et d'Al-Nahr, avant de les démolir.
Après la guerre, la zone fut incorporée au nouvel état israélien.  Le moshav de Ben Ami fut établi en 1949, en partie sur des terres de l'ancien village. 
L'historien palestinien Walid Khalidi décrivit ainsi les restes du village en 1992: « Seule demeure la mosquée de pierre. Elle est fermée, dans un état de décrépitude au milieu de hautes herbes sauvages. On peut voir de nombreux arbres, peut-être antérieurs à la destruction du village. Les terres à proximité sont cultivées ; une plantation de bananiers appartient à la colonie de Ben Ammi, ».